# Береговое (Калининградская область)
Берегово́е (до 1947 г. Патерсорт, нем. Patersort) — посёлок, входит в город Ладушкин Калининградской области. Прежнее название — Patersort. В посёлке функционирует дом отдыха «Лебединое».

## География
Береговое расположено на живописном утёсе Калининградского залива. Особенностью являются многочисленные валуны на побережье.

## История
Село издавна являлось рыбацким. В 1939 году население составляло 221 человек. После 1945 года село попало под российское управление, а в 1947 году получило название Береговое.

## Население
| 2010 |
| ---- |
| 13   |